# Іван Юріїв
Іван Юріїв (28 червня 1893, с.Козаччина, Борщівський повіт, тепер Тернопільська область — 23 лютого 1970, Торонто) — український військовий діяч та колабораціоніст. В роки Української революції став сотником Січових Стрільців Армії УНР, надалі членом УВО та мельниківської ОУН. Під час Другої світової війни був членом Зондеркоманди 10-а Айнзатцгрупи D.

## Життєпис

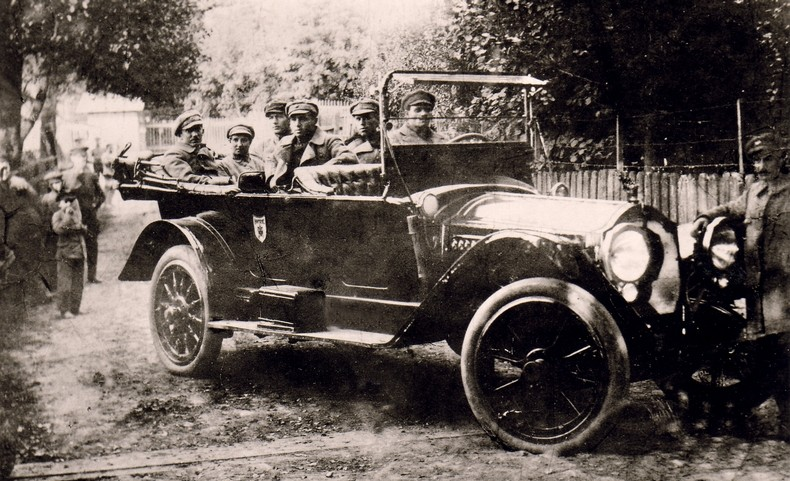
Зліва направо: Євген Коновалець, Таїсія Юріїв, Іван Юріїв, Петро Пасіка, Михайло Матчак та невідомий водій.
Шепетівка, жовтень 1919.

Народився 28 червня 1893 року у селі Козаччина Борщівського повіту, Австро-Угорщини, де певно й закінчив середню школу. Здобув середню фахово-торговельну та старшинську військову освіту. Під початку Першої світової війни Юріїв у 1914 році долучився до Легіону українських січових стрільців. Брав участь у боях з російською армією, у 1916 він потрапив в полон й до початку 1917 був інтернованим в Ташкенті.
Після падіння царського самодержавства в Росії у 1917 році Іван Юріїв повернувся до Києва, де зголосився до Корпусу січових стрільців Євгена Коновальця. Він швидко піднявся у званні, ставши спершу сотником та командиром штабу Осадного корпусу, а в січні 1919 — комендантом Києва та його фортеці. Цьому посприяли як особиста мужність в боях, так і близьке знайомство з Коновальцем та його соратником Андрієм Мельником.

### Міжвоєнний період
У міжвоєнний період Іван Юріїв став членом УВО та ОУН, громадських організацій «Просвіта», «Рідна школа» та «Червона Калина». Працював у Центросоюзі, львівській міській владі, бухгалтером й співредактором газети Нова зоря. Одружився з Таїсією Виноградською, у вересні 1930 року народилась донька Тамара.
Відомо, що влітку 1937 року Юріїв з дружиною відвідав Мельника і його жінку у Львові. Після німецько-радянського вторгнення в Польщу Іван Юріїв перебрався на територію, контрольовану німцями. За деякими даними, мешкав у Лодзі та Одерберзі. Як відомо, в цей час ОУН співпрацювала з німецьким Абвером з метою військового вишколу її членів для диверсійної боротьби з СРСР. Після розколу серед українських націоналістів, Юріїв долучився до мельниківців.

### Друга світова війна
В травні 1940 він приєднався до Зондеркоманди 10-а Айнзатцгрупи D. В липні того ж року Юріїв та його дружина стали громадянами нацистської Німеччини, видаючи себе за фольксдойче, тобто етнічних німців. В офіційних документах Юріїв став зазначатися під германізованим ім'ям Йоганнес Юріїф (нім. Johannes Jurijiff). Добре володіння українською та російською мовами та досвід боротьби з радянськими військами під час громадянської війни вигідно вирізняли його серед інших солдатів. Щодо німецької мови, то нею він володів не надто добре, принаймні спілкувався із сильним акцентом.
Після німецького вторгнення в Радянський Союз Іван Юріїв займав низку різноманітних посад, спершу був перекладачем й командиром тилових сил в Маріуполі, членом Vorkommando при прибутті в німецьку колонію Спейр в південній Україні, командував загоном на Кавказі. Він навіть отримав звання унтерштурмфюрера СС. Айнзатцгрупа D за проміжок часу між липнем 1941 та початком 1943 року вбила близько 130 тисяч євреїв, зокрема 10 000 в Маріуполі.

### Еміграція
На еміграції проживав у Торонто, Канада; де був членом Комітету відзначення 50-х роковин створення формації Січових Стрільців. Помер 1970 році, похований на цвинтарі «Проспект» в Торонто.